# Dualisme de propietats
El dualisme de propietats és una teoria filosòfica que intenta explicar la relació ment-cervell a partir d'agafar les idees més atractives del dualisme i del monisme. Com el monisme, considera que l'home es forma per una sola substància física, que produeix i causa propietats tant físiques com mentals. És a dir, tots els estats mentals de l'home sorgeixen a partir de determinats estats físics, però no es poden identificar perquè tenen característiques diferents.
El dualisme de propietat és un enfocament interaccionista perquè assumeix que el cos influeix en la ment i que la ment pot influir en el cos; aquesta hipòtesi de causalitat mental n'és la més problemàtica. Perquè aquesta suposició parla en contra del principi d'un món físic tancat.